# Johnsonville Township
Johnsonville Township är ett township i Liberia. Det ligger i Montserrado County, i den västra delen av landet, nordost om huvudstaden Monrovia.